# 毛叶牛蹄麻
毛叶牛蹄麻（学名：Bauhinia khasiana var. tomentella）为豆科羊蹄甲属下的一个变种。

## 扩展阅读
- 維基物種上的相關：毛叶牛蹄麻